# Generale Conserve
Generale Conserve S.p.A. è un'azienda italiana operante nel settore alimentare che produce cibi in scatola, con sede a Genova.

## Storia
Fondata a Genova nel 1989 da imprenditori locali, la Generale Conserve S.p.a. inizia le sue attività con la commercializzazione del tonno in scatola prodotto in Portogallo con il marchio As do Mar. Nell'arco di un decennio la GC, grazie al successo commerciale dei prodotti, diviene una delle maggiori aziende del settore a livello nazionale.
Nel 2001, una quota di minoranza della società viene rilevata dal manager Vito Gulli, che diviene presidente; lo stesso Gulli, nel 2005 acquisisce altre quote societarie e diviene azionista di maggioranza di GC, di cui assume anche la carica di amministratore delegato. Con la nuova proprietà cambia l'attività dell'azienda, che passa dall'importazione alla produzione delle conserve ittiche: nel 2006, rileva la gestione dello stabilimento della portoghese Gencoal SA, sua azienda fornitrice dei prodotti fallita in quell'anno, di cui acquisisce la proprietà nel 2011, e nel 2008, rileva lo stabilimento di Olbia a rischio chiusura, dove veniva prodotto il tonno a marchio Palmera.
L'azienda ligure nel 2013 fa il suo ingresso nei settori della carne in scatola con l'acquisto del marchio Manzotin da Bolton Alimentari, e in quello dei pomodori in lattina e bottiglia con l'acquisto del marchio De Rica da Conserve Italia.
Nel 2014, fa ingresso nella società il manager Adolfo Valsecchi, che rileva il 45% delle quote azionarie e diventa membro del consiglio di amministrazione di GC. Poco dopo, Valsecchi diviene azionista di maggioranza  di Generale Conserve con il 74% delle quote, nonché amministratore delegato, mentre Gulli conserva un ruolo come presidente.
Con il passaggio della maggioranza di GC a Valsecchi, mutano le strategie aziendali, con la cessione dei marchi Manzotin al Gruppo Cremonini nel 2016 e De Rica al Consorzio Casalasco del Pomodoro nel 2017.
Nel 2017, Gulli cede tutte le sue quote a Valsecchi che da allora è il proprietario unico dell'azienda genovese.

## Informazioni e dati

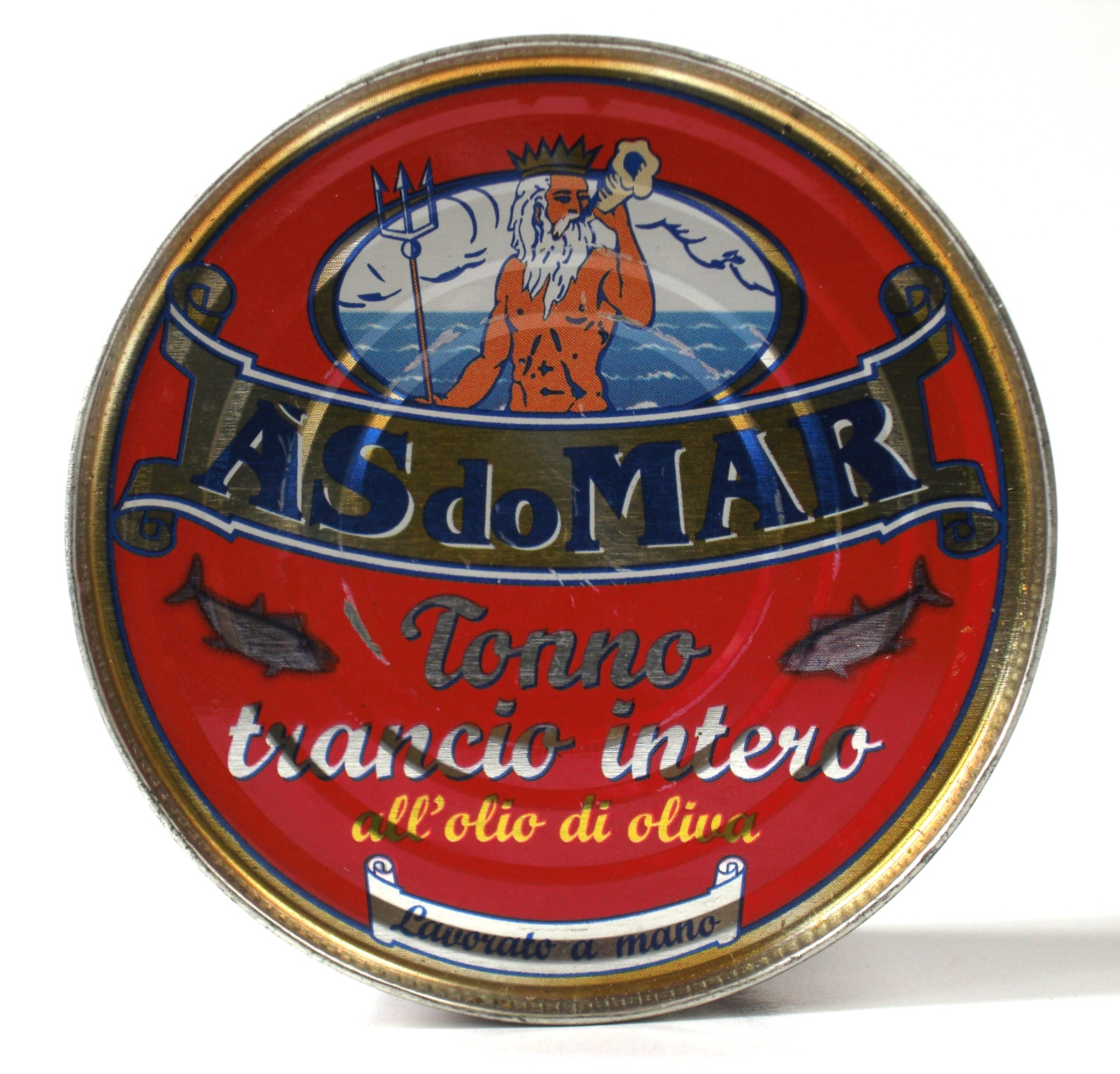
Una scatoletta di tonno As do Mar

La Generale Conserve S.p.A è la seconda azienda italiana nel settore delle conserve alimentari ittiche. L'azienda nel 2017 contava circa 555 dipendenti, impiegati in due stabilimenti, quello italiano di Olbia per la lavorazione e l'inscatolamento del tonno, e quello portoghese di Vila do Conde per la lavorazione e la conservazione dello sgombro e del salmone.
Nel 2016 la GC realizzava un fatturato di 155 milioni e deteneva una quota di mercato del 17%. Il 60% delle vendite avviene attraverso il principale marchio aziendale, As do Mar, mentre il restante 40% avviene attraverso i marchi commerciali delle catene della grande distribuzione organizzata.
As do Mar è uno dei marchi italiani di tonno in scatola più conosciuti all'estero, assieme a Rio Mare, Mareblu, Nostromo e Callipo.